# Camarões nos Jogos Olímpicos de Verão de 2024
Camarões participou dos Jogos Olímpicos de Verão de 2024, realizados em Paris, na França. Foi a 16.ª aparição consecutiva do país nos Jogos Olímpicos de Verão desde a estreia em Tóquio 1964.
Foi representado por seis atletas que competiram em quatro esportes, mas nenhum conquistou medalhas.

## Competidores
Esta foi a participação por modalidade nesta edição:
| Esporte       | Masculino | Feminino | Total |
| ------------- | --------- | -------- | ----- |
| Atletismo     | 1         | 1        | 2     |
| Judô          | 0         | 1        | 1     |
| Natação       | 1         | 1        | 2     |
| Tênis de mesa | 0         | 1        | 1     |
| Total         | 2         | 4        | 6     |

## Desempenho

### Atletismo
- Q = Qualificado para a próxima fase
- q = Qualificado para a próxima fase como o perdedor mais rápido ou, em eventos de campo, pela posição sem atingir o alvo para qualificação
- N/A = Fase não aplicável para o evento
- Bye = Atleta não precisou disputar aquela fase

Masculino
Eventos de pista
| Atleta         | Evento | Preliminar | Preliminar | Baterias | Baterias | Semifinal | Semifinal | Final       | Final       | Ref.  |
| Atleta         | Evento | Tempo      | Pos.       | Tempo    | Pos.     | Tempo     | Pos.      | Tempo       | Pos.        | Ref.  |
| -------------- | ------ | ---------- | ---------- | -------- | -------- | --------- | --------- | ----------- | ----------- | ----- |
| Emmanuel Eseme | 100 m  | Bye        | Bye        | 9.98     | 2 Q      | 10.00     | 4         | Não avançou | Não avançou | [ 5 ] |

Feminino
Eventos de pista
| Atleta         | Evento              | Baterias | Baterias | Repescagem | Repescagem | Semifinal   | Semifinal   | Final       | Final       | Ref.  |
| Atleta         | Evento              | Tempo    | Pos.     | Tempo      | Pos.       | Tempo       | Pos.        | Tempo       | Pos.        | Ref.  |
| -------------- | ------------------- | -------- | -------- | ---------- | ---------- | ----------- | ----------- | ----------- | ----------- | ----- |
| Linda Angounou | 400 m com barreiras | 55.69    | 8        | 55.09      | 8          | Não avançou | Não avançou | Não avançou | Não avançou | [ 6 ] |

### Judô
Feminino
| Atleta                | Evento        | Primeira fase        | Oitavas              | Quartas              | Semifinais           | Repescagem           | Final / DB           | Final / DB | Ref.  |
| Atleta                | Evento        | Adversário Resultado | Adversário Resultado | Adversário Resultado | Adversário Resultado | Adversário Resultado | Adversário Resultado | Pos.       | Ref.  |
| --------------------- | ------------- | -------------------- | -------------------- | -------------------- | -------------------- | -------------------- | -------------------- | ---------- | ----- |
| Richelle Soppi Mbella | Mais de 78 kg | JPN A Sone D 00–10   | Não avançou          | Não avançou          | Não avançou          | Não avançou          | Não avançou          | =17        | [ 7 ] |

### Natação
Masculino
| Atleta                | Evento      | Eliminatórias | Eliminatórias | Semifinal   | Semifinal   | Final       | Final       | Ref.  |
| Atleta                | Evento      | Tempo         | Pos.          | Tempo       | Pos.        | Tempo       | Pos.        | Ref.  |
| --------------------- | ----------- | ------------- | ------------- | ----------- | ----------- | ----------- | ----------- | ----- |
| Giorgio Armani Kamseu | 100 m livre | 1:03.42       | 78            | Não avançou | Não avançou | Não avançou | Não avançou | [ 8 ] |

Feminino
| Atleta                 | Evento     | Eliminatórias | Eliminatórias | Semifinal   | Semifinal   | Final       | Final       | Ref.  |
| Atleta                 | Evento     | Tempo         | Pos.          | Tempo       | Pos.        | Tempo       | Pos.        | Ref.  |
| ---------------------- | ---------- | ------------- | ------------- | ----------- | ----------- | ----------- | ----------- | ----- |
| Grace Manuela Nguelo'O | 50 m livre | 30.98         | 66            | Não avançou | Não avançou | Não avançou | Não avançou | [ 9 ] |

### Tênis de mesa
Feminino
| Atleta        | Evento  | Preliminar           | Primeira rodada      | Segunda rodada       | Oitavas de final     | Quartas de final     | Semifinal            | Final                | Final       | Ref.          |
| Atleta        | Evento  | Adversário Resultado | Adversário Resultado | Adversário Resultado | Adversário Resultado | Adversário Resultado | Adversário Resultado | Adversário Resultado | Pos.        | Ref.          |
| ------------- | ------- | -------------------- | -------------------- | -------------------- | -------------------- | -------------------- | -------------------- | -------------------- | ----------- | ------------- |
| Sarah Hanffou | Simples | GUY C Edghill V 4–1  | TPE Cheng I-c D 0–4  | Não avançou          | Não avançou          | Não avançou          | Não avançou          | Não avançou          | Não avançou | [ 10 ] [ 11 ] |